# Frullania dulimensis
Frullania dulimensis là một loài Rêu trong họ Jubulaceae. Loài này được J. Uribe M. mô tả khoa học đầu tiên năm 2006.